# Feleky Miklós
Feleky Miklós, nevét írják Feleki formában is (Nagygalambfalva, 1818. december 18. – Budapest, 1902. március 16.) magyar színész, rendező, színházigazgató.

## Élete

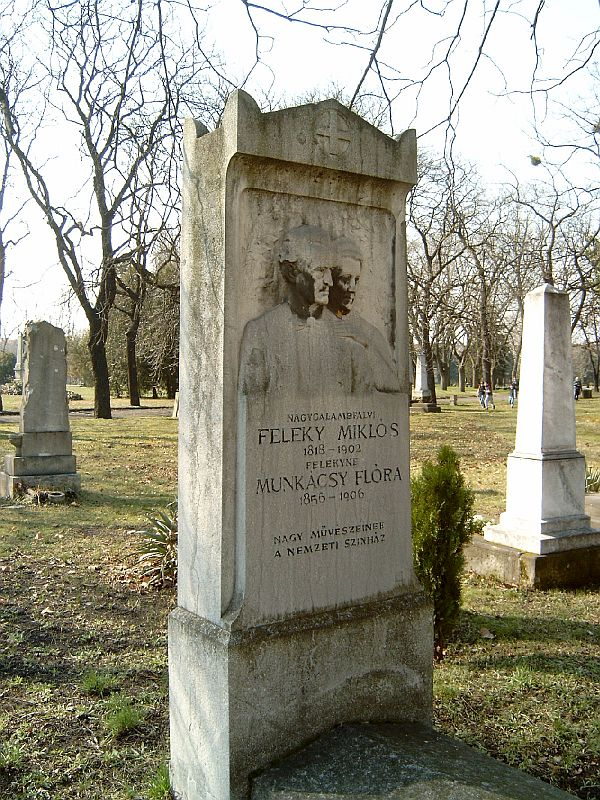
Feleky Miklós és neje Munkácsy Flóra síremléke (29/1-1-14)

1818-ban született Erdélyben, Nagygalambfalván székely családban. A székelyudvarhelyi református kollégiumban tanult. Kilencéves korában látta az első színielőadást s ez leküzdhetetlen vágyat keltett benne a színészet iránt. Atyja papnak szánta, de ő lelke vágyát követve, színésznek állott be és Csíkszeredában játszott először. 1837-ben súgó, majd színész lett Szigetvári László társulatánál. Mint vándorszínész sokat sanyargott, de acélos lélekkel tűrte a nyomorúságot. Bejárta az egész országot, sőt még Bukarestben is játszott.
1838-ban Kolozsváron, Kilényi, 1840–1844 között Brassóban, Zalatnán, Marosvásárhelyen Pály Elek társulatában játszott, majd 1844-ben átvette az igazgatást, több évig működött e minőségben s jelentős érdemeket szerzett vidéki színészetünk színvonalának emelésében. 1846-ban pedig maga szervezett társulatot, és Kolozsvárott, Debrecenben, Nagybecskereken működött. 1848-ban azonban ő is beállt honvédnek és »megmutatta, hogy nemcsak Tháliának lelkes papja, de Marsnak is vitéz fia«. Bem József hadseregében harcolt s századosságig vitte. A szabadságharc után a bujdosó színészekből társulatot szervezett Nagybányán, melyben mindenki egyenlő fizetést kapott.
1851-ben a Nemzeti Színház meghívta, hogy a mindinkább betegeskedő id. Lendvay szerepeit játszassa vele. Rövid bécsi tanulmányút után 1852. június 17-én kezdte meg működését a Nemzeti Színháznál, mint szerződtetett tag. Előbb szerelmes szerepeket játszott, később igen kiszélesedett szerepköre. Hamarosan az intézmény vezető tagja, majd 1867-ben rendezője lett. A Nemzeti Színháztól 1884. szeptember 25-én megvált, hogy ismét színigazgatóvá lehessen. A budai Várszínház bérelte ki és társul vette maga mellé Blaha Lujzát, de vállalkozásuk bukással végződött. 1885-ben pedig a Gyapjú utcai német színház igazgatója volt, de ott sem járt szerencsével, így visszaszerződött a Nemzeti Színházhoz. 1887. április 28-án ünnepelte színészi működésének ötven éves fordulóját, amikor a király »nagy-galambfalvi« előnévvel magyar nemességgel tüntette ki, főleg színészegyesületi elnöki működése körül szerzett érdemeiért. Több város díszpolgári oklevéllel fejezte ki elismerését érdemeiért. 1888-ban vonult nyugdíjba. 1902. március 16-án halt meg Budapesten. Sírja fölé tíz évvel később díszes emléket emelt a kegyelet. 
Társadalmi és közéleti téren is lelkes munkásságot fejtett ki, mint fővárosi bizottsági tag, a Honvédmenház igazgatósági tagja s az írók és művészek körének alelnöke. Ő is közreműködött a Nemzeti Színház nyugdíjintézetének létesítésében. Rendkívül nagy érdemei vannak az Országos Színészegyesület megalapításában s ezeknek elismeréséül az Egyesület örökös díszelnökévé választotta. 1877-ben Ferenc József-rendet is kapott.
Sokoldalú színész volt, igazi szerepköre a szalonvígjátékban, modern társadalmi drámákban volt. Legnagyobb sikereit mint a szellemes és cinikus szalongavallérok alakítója Feuillet, Sardou, ifjabb Dumas drámáiban aratta. Játszott számos Shakespeare-epizódfigurát, de tragikus hősábrázolásaiban nem volt kellő erő. Feleky 63 évig működött pályáján. Külsejéről Újházi Ede ezt írja: »Olyan volt, mint a kovácsolt acél, lépte: mint a gummilabda, egyenes, mint a nádszál s karcsú. A hangja kellemes, erős, igazi férfihang.« Ezekhez a külső adományokhoz nagy rutin járult. Ideálisabb hősi szerepekben játéka hideg és sablonos volt, szavalata modoros és pattogó, a szókezdő mássalhangzókat kettőzve ejtette ki és majdnem minden szótagot külön hangsúlyozott. De ha a szerep közel állott a mindennapi élethez s teret engedett a rögtönzésre is, akkor igazi művészi hatást is tudott kelteni. Különösen a hideg és az epés, türelmetlen és zsémbes jellemek ábrázolásában volt kiváló, mint Alba herceg (Egmont), Marecat (Jó barátok), Marteau (Idegesek), Mortsauf gróf (Völgy lilioma), Clarkson (Idegen nő).
Kétszer házasodott. Első felesége Szákfy Amália volt, akit 1845-ben vett nőül. Tőle hamar elvált. Szákfy Amália »Rafael ecsetére méltó« drámai szende volt, aki később Foltényiné lett. Feleky 1858-ban vette feleségül Munkácsy Flórát, aki főképp francia szalondarabokban volt partnere.
Írt több eredeti színművet (»Enyingi Török János«, »Férjem színész«, »Angyal Bandi«) és közel 60 darabot fordított németből és franciából. Írt több színészettörténeti cikket, költeményt és elbeszélést is.

## Főbb szerepei
- Percival (Friedrich Halm: Griseldis)
- Marteau (Victorien Sardou: Idegesek)
- Marecat (Victorien Sardou: Jó barátok)
- Mortsoff (Théodore Barrière: Völgy lilioma)
- Lajtos (Szigligeti Ede: Strike)
- Tamás (William Shakespeare: Lear király)
- Szirtfoky (Szigligeti Ede: Nőuralom)
- Dromio (William Shakespeare: Tévedések vígjátéka)